# نادي غور الصافي الرياضي
نادي غور الصافي الرياضي هو نادي كرة قدم أردني مقره مدينة الكرك ، الأردن، ويمثل منطقة غور الصافي.  ويتنافس حالياً في دوري الدرجة الأولى الأردني، وهو المستوى الثاني لكرة القدم الأردنية.

## تاريخه
عُرف النادي بامتلاكه أكاديمية ناجحة للشباب، مما دفع نادي الفيصلي إلى افتتاح أكاديمية في المنطقة في أغسطس 2019. في 17 سبتمبر 2019، أكمل نادي الوحدات إجراءات انتقال لاعب الوسط إبراهيم المشاعلة من نادي غور الصافي.
في 3 فبراير 2020، كان نادي غور الصافي يستعد للمشاركة في دوري الدرجة الثالثة الأردني، حيث قام بتجديد عقود العديد من لاعبيه.
في يوم 17 نوفمبر 2020 توفي الأمين العام للنادي خالد العشوش إثر أزمة قلبية.  وعلى إثر ذلك تم افتتاح بطولة لواء وادي الجنوب لكرة القدم من قبل رئيس النادي الدكتور خلف نزال العشوش تكريماً لخالد العشوش. في يوم 26 يونيو 2021، قام رئيس الوزراء بشر خصاونة بزيارة ملعب غور الصافي لإجراء بعض التجديدات المحتملة.

## روابط خارجية
- نادي غور الصافي - Soccerway
- نادي غور الصافي
- غور الصافي - غور الصافي